# Pachydota drucei
Pachydota drucei là một loài bướm đêm thuộc phân họ Arctiinae, họ Erebidae.